# Lysá (berg i Tjeckien, Södra Böhmen)
Lysá är ett berg i Tjeckien.   Det ligger i regionen Södra Böhmen, i den sydvästra delen av landet, 140 km söder om huvudstaden Prag. Toppen på Lysá är 1 228 meter över havet.
Terrängen runt Lysá är huvudsakligen kuperad, men åt sydost är den platt.Runt Lysá är det ganska glesbefolkat, med 22 invånare per kvadratkilometer. Närmaste större samhälle är Volary, 12,6 km nordväst om Lysá. Omgivningarna runt Lysá är en mosaik av jordbruksmark och naturlig växtlighet.